# Łyszczyce (stacja kolejowa)
Łyszczyce (biał. Лышчыцы, ros. Лыщицы) – stacja kolejowa w miejscowości Nowe Łyszczyce, w rejonie brzeskim, w obwodzie brzeskim, na Białorusi. Leży na linii Brześć – Białystok.
Powstała w XIX w. na linii kolei brzesko-grajewskiej, pomiędzy stacjami Brześć a Wysokie Litewskie